# Hermann Baumann (Hornist)

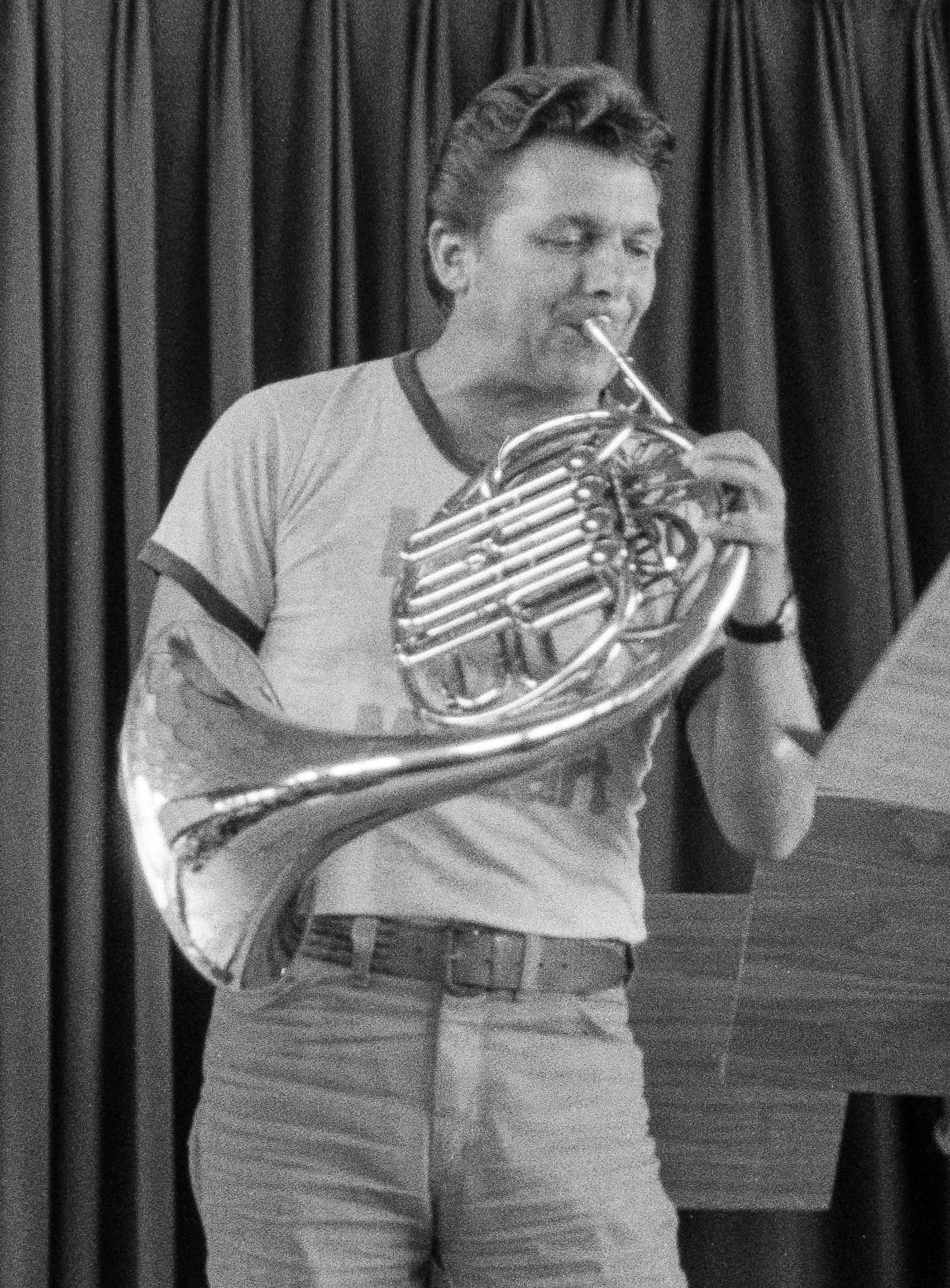

Hermann Rudolph Konrad Baumann (* 1. August 1934 in Hamburg; † 29. Dezember 2023) war ein deutscher Hornist.

## Leben
Baumann erhielt in seiner Jugend Klavier- und Cellounterricht und wurde zum Chorleiter ausgebildet. Zunächst war er Sänger sowie Jazzdrummer, wo er unter anderem Mitglied in der Bigband von Ernst Mosch war.
Da ihm der Transport des Schlagzeugs, bedingt durch die Nachkriegszeit auch mit dem Handkarren, lästig war, begann er sich erst im Alter von 17 Jahren mit dem Horn zu beschäftigen. Sein Lehrer war zunächst Heinrich Keller, danach Fritz Huth an der Staatlichen Hochschule für Musik in Hamburg.
In seiner Laufbahn als Solohornist spielte er von 1957 bis 1961 im Städtischen Orchester Dortmund und von 1961 bis 1967 im Sinfonieorchester des Süddeutschen Rundfunks Stuttgart. Danach begann er eine Solistenkarriere. Zudem wirkte er bei Festspielen, in den Vereinigten Staaten, Wien, Berlin und Salzburg mit.
Hermann Baumann hat unter anderem die beiden Hornkonzerte von Richard Strauss mit Kurt Masur und dem Leipziger Gewandhaus Orchester und mehrere Telemann- und Haydn-Konzerte mit der Academy of St. Martin in the Fields und Iona Brown eingespielt. Mozarts Hornkonzerte hat er auf dem modernen Konzerthorn mit Pinchas Zuckerman und dem Saint Paul Chamber Orchestra sowie auf dem Naturhorn mit dem Concentus Musicus Wien unter Nikolaus Harnoncourt aufgenommen.
Er wirkte als Professor für Horn an der Folkwang-Musikhochschule in Essen.
Ein Verdienst von Baumann ist sein Beitrag zur Neubelebung des Interesses für barocke und klassische Naturhorn-Interpretationen. Somit ermöglichte er für das Horninstrument auf vielen Feldern die historische Aufführungspraxis.
Aber auch zeitgenössische Werke fanden Baumanns Beachtung. Etwa Hans Georg Pflügers Konzert für Horn und Orchester brachte Hermann Baumann 1983 zusammen mit den Stuttgarter Philharmoniker unter Hans Zanotelli zur Uraufführung. Auch das von Pflüger komponierte Impeto für Horn und Klavier wurde 1986 von Baumann zu Gehör gebracht.
Er starb am 29. Dezember 2023 im Alter von 89 Jahren.

## Schüler
Baumann unterrichtete an der Folkwang-Hochschule, später auch in Meisterkursen und bei Horntagen zahlreiche Schüler.
Zu ihnen zählen unter anderem Peter Arnold, Jürgen Bertelmann (NDR Sinfonieorchester), Javier Bonet-Manrique, Wilhelm Bruns, Mahir Çakar, Lukas Christinat, Christian Fitzner, Jakob Hefti, Johannes Ritzkowsky und Paul van Zelm.

## Preise und Ehrungen
- 1964: Erster Preis beim Internationalen Musikwettbewerb der ARD in München
- 1999: Christopher Monk Award der Historic Brass Society für sein Lebenswerk

## Diskographie (Auswahl)
- Wolfgang Amadeus Mozart – Hornkonzerte

Hornkonzert Es-dur KV 447 / Hornkonzert Es-dur KV 417 / Hornkonzert D-Dur KV 412 / Hornkonzert Es-Dur KV 495
St. Paul Chamber Orchestra – Pinchas Zuckerman
- Virtuose Hornkonzerte

Reinhold Glière: Konzert B-Dur
Camille Saint-Saëns: Morceau de concert op. 94
Emmanuel Chabrier: Larghetto
Paul Dukas: Villanelle für Horn und Orchester
František Xaver Pokorný: Konzert D-Dur
Gewandhausorchester Leipzig – Kurt Masur
Academy of St.Martin in the Fields – Iona Brown
Leopold Mozart: Konzerte Für 2 Hörner / Hermann Baumann, Mahir Çakar, Christoph Kohler (2), Concerto Amsterdam, Jaap Schröder, F. X. Pokorny, Friedrich Witt
- Trio für Violine, Horn und Klavier / Passacaglia ungherese / Hungarian Rock / Continuum / Monument, Selbstporträt, Bewegung von György Ligeti

mit Saschko Gawriloff – Violine / Hans Eckart Besch – Klavier / Elisabeth Chojnacka – Cembalo / Bruno Canino und Antonio Ballista – Klavier
- Wolfgang Amadeus Mozart – Hornkonzerte

Konzert Nr. 1 in D-Dur KV 388b (412/514), Konzert Nr. 2 in Es-Dur KV 417, Konzert Nr. 3 in Es-Dur KV 447, Konzert Nr. 4 in Es-Dur KV 495
Concentus Musicus Wien (auf Originalinstrumenten)- Nikolaus Harnoncourt